# Sous-dominante
 (juin 2023).
Si vous disposez d'ouvrages ou d'articles de référence ou si vous connaissez des sites web de qualité traitant du thème abordé ici, merci de compléter l'article en donnant les références utiles à sa vérifiabilité et en les liant à la section « Notes et références ».

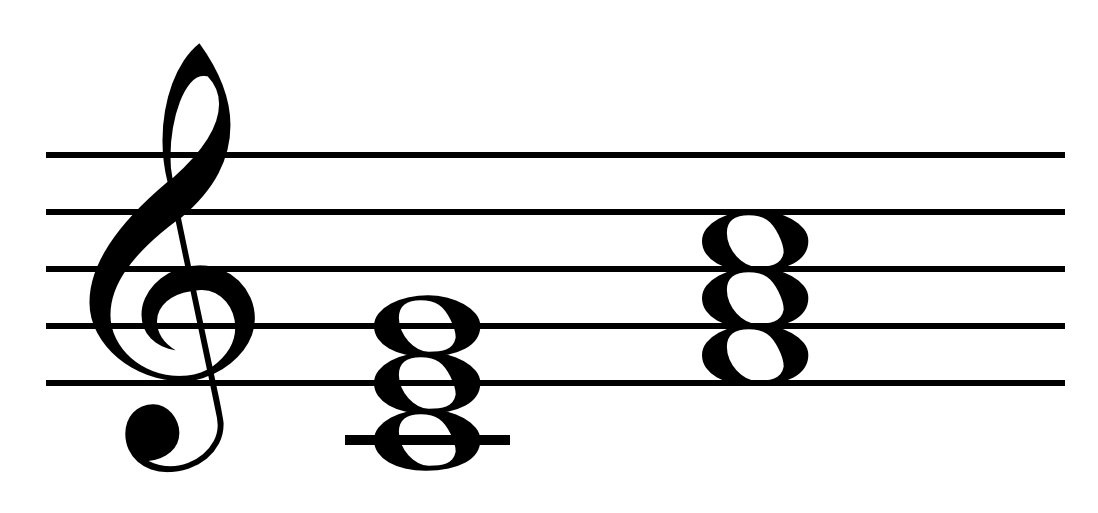
En do majeur, l'accord de sous-dominante est fa-la-do (quatrième accord).

Dans la musique tonale, la sous-dominante désigne le quatrième degré d'une gamme. 
Quel que soit le mode — gamme majeure ou gamme mineure — ce degré est toujours situé une quarte juste au-dessus du degré principal, la tonique, soit, une quinte juste au-dessous, conformément à la règle des renversements.
Par exemple, la note fa est la sous-dominante des gammes de do majeur et do mineur.
En harmonie classique, la sous-dominante est l'un des trois « degrés principaux » — ou « meilleurs degrés » — de la tonalité, les deux autres étant : la tonique et la dominante. 
La sous-dominante étant située une quinte juste au-dessous de la tonique, et la dominante, une quinte juste au-dessus, on peut considérer ces deux degrés comme symétriques par rapport à la tonique, et formant avec elle une chaîne de quintes justes, que l'on retrouve naturellement dans le fameux cycle des quintes : — sous-dominante * quinte juste * tonique * quinte juste * dominante.
Ce degré remplit la « fonction tonale de sous-dominante », qui consiste à produire ou précéder l'accord de dominante de la tonalité. Dans le système tonal, l'accord construit sur ce IVe degré — dit « accord de sous-dominante » — joue un rôle important dans les cadences et les modulations. 